# Донација органа
Донација органа је акт давања сопственог виталног дела тела другом људском бићу. Легално се орган хируршки уклања од донатора, који се претходно сложио, и уграђује особи којој је неопходан да би преживела. Данас се промовише неопходност донације ткива и органа, укључујући и постхумно завештање, јер људски органи представљају неопходан ресурс у третману критичних пацијената и тешких болести које разарају органе.